# Cour colongère
La cour colongère ou colonge, en allemand dinghof ou dinckhof (de hof, cour, et ding, assemblée), désignait une agglomération plus ou moins considérable de fermiers, régis par une loi commune, dépendant d'un même seigneur et formant ensemble un tribunal dont les attributions étaient très variées. Le mot Dinghof n'ayant pas son équivalent en langue française, on utilises  généralement l'expression "cour domaniale".
Cette forme d’organisation du monde rural au Moyen Âge était particulièrement répandue en Lorraine, en Alsace et dans le reste du monde germanique, et dans une moindre mesure dans les marges disputées du royaume des Francs et du Saint-Empire : Lyonnais, Forez, Charolais, Mâconnais. Elle pouvait prendre des étendues très inégales, ne regroupant parfois que quelques habitations, d’autres fois un village entier ou plusieurs villages. Chaque colonge avait une constitution particulière, inscrite sur un manuscrit, la rotule colongère.  
La cour colongère comprenait ordinairement plusieurs habitations, granges, écuries, avec terres, prés, etc., concédés à des preneurs (huber), moyennant l'acquittement d'un cens ou de prestations annuelles, et avec stipulation que les différends nés du pacte colonger seraient soumis à un tribunal composé du maître de la colonge comme président, et des colongers comme assesseurs.
Parmi ces colonges, il en était ordinairement une (fronhof) qui primait les autres; elle était occupée par le maire, chef des colongers et colonger lui-même. Cette cour était entourée d'une haie avec palissades munies d'une porte qui se fermait à serrure ou avec verrou. C'est là que descendait le seigneur quand il venait percevoir ses redevances et tenir le plaid colonger.